# سيلفيان مارسيل
سيلفيان مارسيل هو ممثل كندي، ولد في 1964 في كندا.

## وصلات خارجية
- سيلفيان مارسيل على موقع IMDb (الإنجليزية)
- سيلفيان مارسيل على موقع ألو سيني (الفرنسية)
- سيلفيان مارسيل على موقع أول موفي (الإنجليزية)
- سيلفيان مارسيل على موقع قاعدة بيانات الفيلم (الإنجليزية)
- سيلفيان مارسيل على موقع كينوبويسك (الروسية)